# عبد الله بن سليمان الراجحي
عبد اللّٰه بن سليمان الراجحي هو رجل أعمال سعودي من مواليد 20 يناير، 1958، وهو رئيس مجلس إدارة مصرف الراجحي، أحد أكبر المصارف في العالم العربي، حيث صنفتها مجلة فوربس الأمريكية في المرتبة السادسة من أقوى 100 شركة في العالم العربي لعام 2021.
رئيس وعضو مجلس إدارة عدة شركات استثمارية وصناعية وخيرية منها: رئيس مجلس إدارة كل من شركة الراجحي للتأمين التعاوني «تكافل الراجحي» منذ 2015 و«مجموعة الراجحي القابضة» و«شركة الراجحي المالية» منذ 2017 و«شركة الفارابي للبتروكيماويات» منذ 2017م و«شركة الأجيال القابضة» والشركة السعودية لصناعة مستلزمات السجاد «ماتكس» و«شركة جبيل السعودية لحلول أنسجة الأرضيات» و«شركة الرؤية الخضراء للأنجيلة الصناعية المحدودة» و«شركة حلول أنسجة الأرضيات الداخلية والخارجية القابضة».

## النشأة والمؤهلات العلمية
وُلد عبد الله بن سليمان الراجحي بمحافظة جدة في الأول من رجب لعام 1377 هـ الموافق 20 يناير عام 1958م، التحق عبد الله الراجحي بجامعة الملك عبدالعزيز حيث حصل على درجة البكالوريوس في إدارة الاعمال عام 1979.

## الحياة العملية
شغل خلال مسيرته المهنية والعملية في مصرف الراجحي منذ 27/05/1979م إلى 31/03/2012م مناصب وأدوار مختلفة وترقى إلى مناصب قيادية منها:
- نائب المدير العام للشئون المالية (1982م – 1983م)
- نائب المدير العام للاستثمار والعلاقات الخارجية (1983م – 1994م)
- النائب الأول للمدير العام (1994م – 1996م)
- المدير العام (1996م – 2004م)
- الرئيس التنفيذي (2004م – 2012م)
- العضو المنتدب والرئيس التنفيذي (2008م – 2012م)
وقد ساهم في تحويل شركة الراجحي للصرافة والتجارة إلى شركة مساهمة عامة «مصرف الراجحي».

### المناصب القيادية والإدارية
- رئيس مجلس إدارة شركة الراجحي المصرفية للاستثمار (مصرف الراجحي).
- رئيس مجلس إدارة شركة الراجحي للتأمين التعاوني (تكافل الراجحي).
- رئيس مجلس إدارة مصرف الراجحي ماليزيا (سابقا).
- رئيس مجلس إدارة شركة الراجحي المالية.
- نائب رئيس مجلس إدارة شركة مجموعة الراجحي القابضة.
- رئيس مجلس إدارة شركة الفارابي للبتروكيماويات.
- رئيس مجلس إدارة شركة الفارابي للاستثمار.
- رئيس مجلس إدارة شركة الفارابي ينبع للبتروكيماويات.
- رئيس مجلس إدارة شركة الفارابي للصناعات التحويلية.
- رئيس مجلس إدارة شركة الأجيال القابضة.
- رئيس مجلس إدارة الشركة السعودية لصناعة مستلزمات السجاد.
- رئيس مجلس إدارة شركة جبيل السعودية لحلول أنسجة الأرضيات.
- رئيس مجلس إدارة شركة الرؤية الخضراء للانجيلة الصناعية المحدودة.
- رئيس مجلس إدارة شركة حلول أنسجة الأرضيات الداخلية والخارجية القابضة.
- رئيس مجلس إدارة الشركة السعودية لنقل وتجارة المواشي (سابقا).

### العضويات المهنية
- عضو مجلس منطقة الرياض (سابقا).
- عضو مجلس إدارة الشركة الوطنية السعودية للنقل البحري (سابقا).
- عضو مجلس إدارة الشركة الوطنية للكيماويات (سابقا).
- عضو مجلس إدارة شركة الإسمنت العربية (سابقا).

### العضويات الإجتماعية
- عضو مجلس أمناء اسر الشهداء والمصابين والأسرى والمفقودين.[6]
- عضو اللجنة العليا لأوقاف جامعة الملك سعود.
- عضو مجلس أمناء مركز الملك سلمان لأبحاث الإعاقة [7] (سابقا).
- عضو مجلس إدارة صندوق دعم البحوث والبرامج التعليمية وقف جامعة الملك فهد للبترول والمعادن.